# 问界M7
问界M7是赛力斯汽车的增程式混合动力SUV车款。其由赛力斯与华为在2022年合作推出，是华为智选车（鸿蒙智行）问界品牌的第二款车。

## 历史
2022年7月，问界M7正式发布。其基于东风风光ix7开发，搭载华为的智能座舱系统，并配置号称“零重力”的座椅。然而其销量不如人意，问界品牌的销售主力仍为M5车型。
由于M7市场表现不佳，华为和赛力斯于2023年9月发布新款M7，在智能座舱和智能驾驶上有大幅升级。

## 事故
2023年1月，杭州一车主的问界M7在行驶时发生碰撞，但安全气囊未弹出；厂家称车况不满足气囊弹出条件，后双方达成协定，由经销商为该名车主更换新车。另据报道，车主向厂家投诉且厂家尚未回应之时，曾接到自己公司领导电话称“有领导找过来，让给个面子算了”，疑其个人信息遭泄露。
2024年4月26日下午，一辆问界M7在山西运城的高速公路上追尾后起火，因车门锁死无法打开，导致车上包括司机在内3人逃生无门被烧死。问界方面称该车型为未搭载华为智能驾驶辅助系统的Plus版本，但仍搭载前向碰撞预警（FCW）及自动紧急制动（AEB）等主动安全功能；车辆发生事故时车速115km/h，安全气囊正常打开，动力电池包特性均正常。此次事故因华为在前期宣传中大力宣传AEB等功能“遥遥领先”而在网上引起讨论。遇难者家属发文质疑车辆安全性；《21世紀經濟報道》發表評論文章，質疑華為宣傳的「遙遙領先」是否誇大宣傳。其後死者家屬删除貼文，要求不要打擾她和家人，引起外界質疑；前述评论文章亦疑似遭到压力而主动撤稿。2024年5月6日，问界汽车回应事故有关四点疑问，表示事故车辆安全气囊已打开，电池未发生自燃，车门损坏严重导致未能打开，车辆行驶速度超出AEB工作范围，导致AEB未生效。同时，该车主驾驶位有安全带锁扣信号，而副驾驶位以及后排3个座位均无安全带锁扣信号。

## 姊妹车型
2023年9月，赛力斯发布针对欧洲市场的“赛力斯7”（Seres 7）。该车型为问界M7的换标车型，但移除了所有与华为相关的软硬件及标识。2024年4月，该车型开始以“赛力斯M7”之名在俄罗斯销售。

## 图集

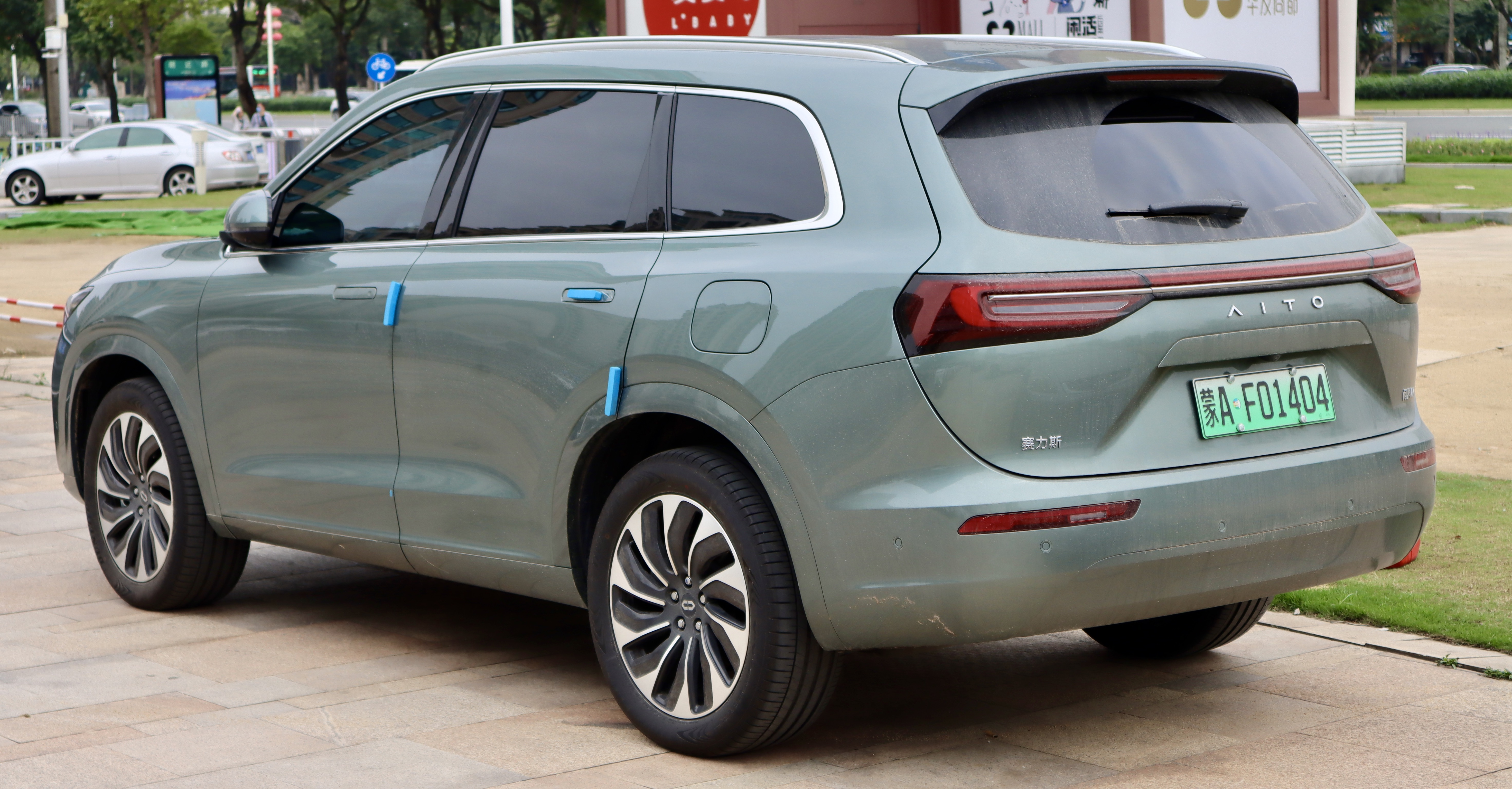
后视图
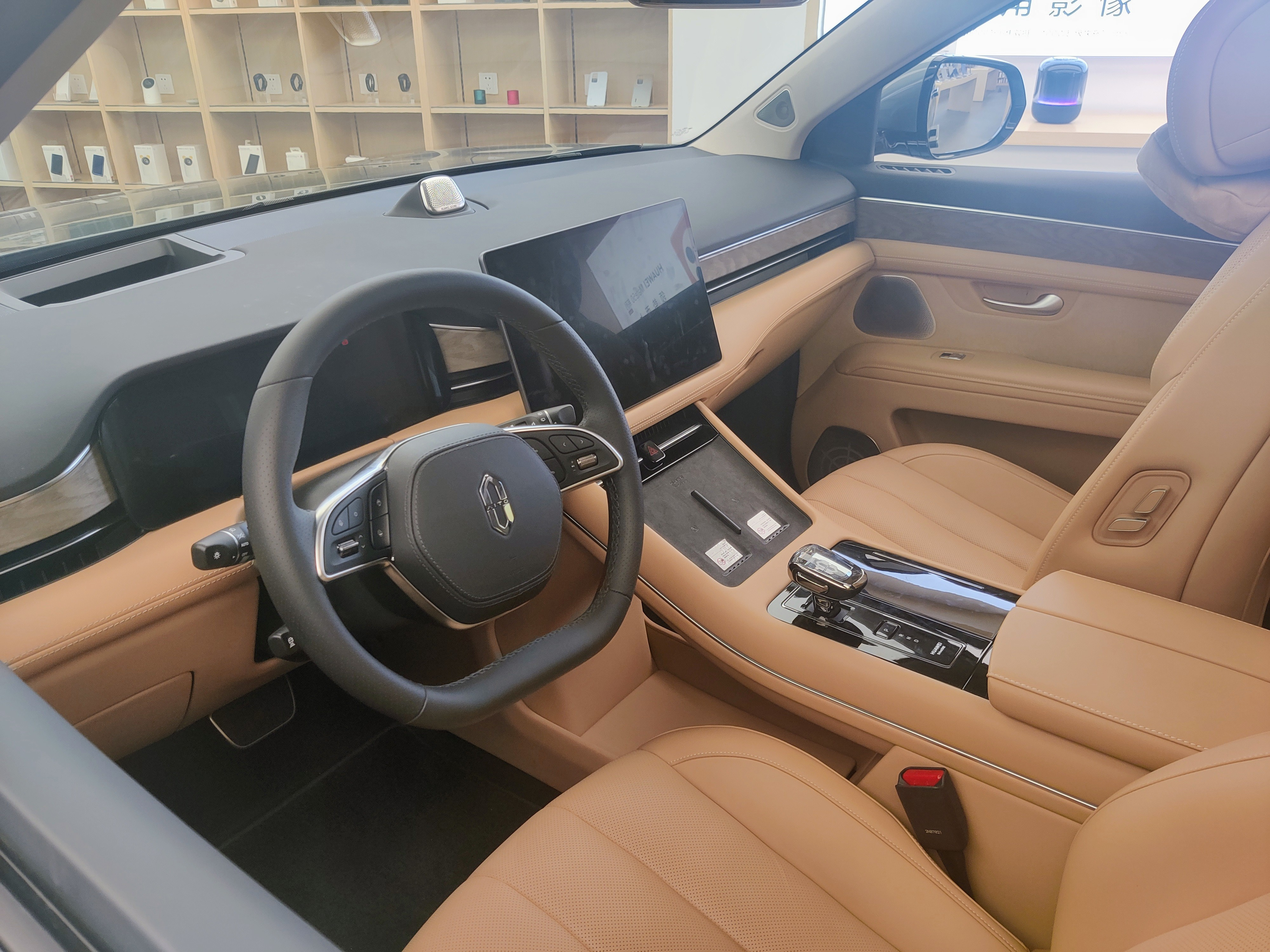
内饰
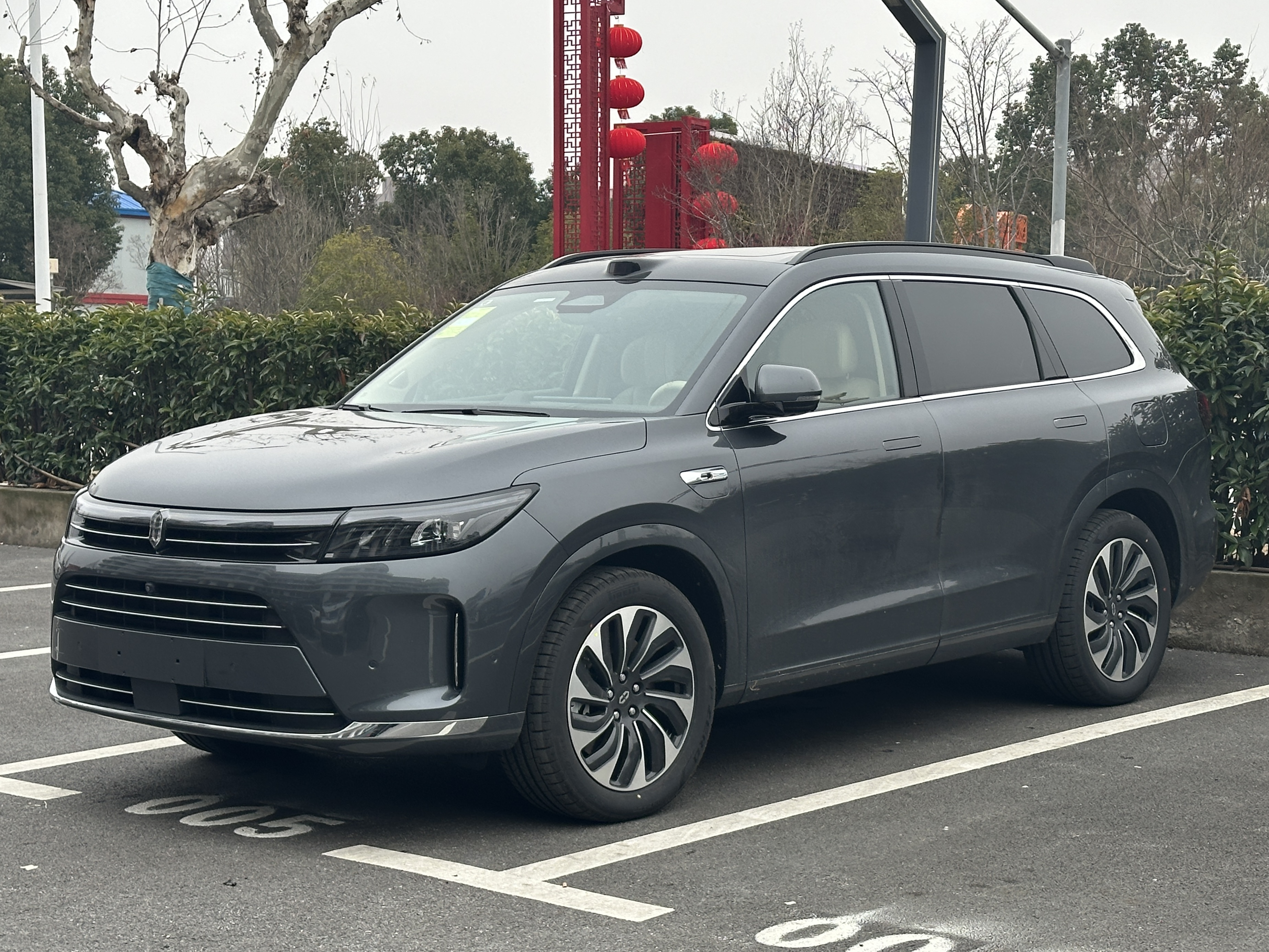
2023款M7
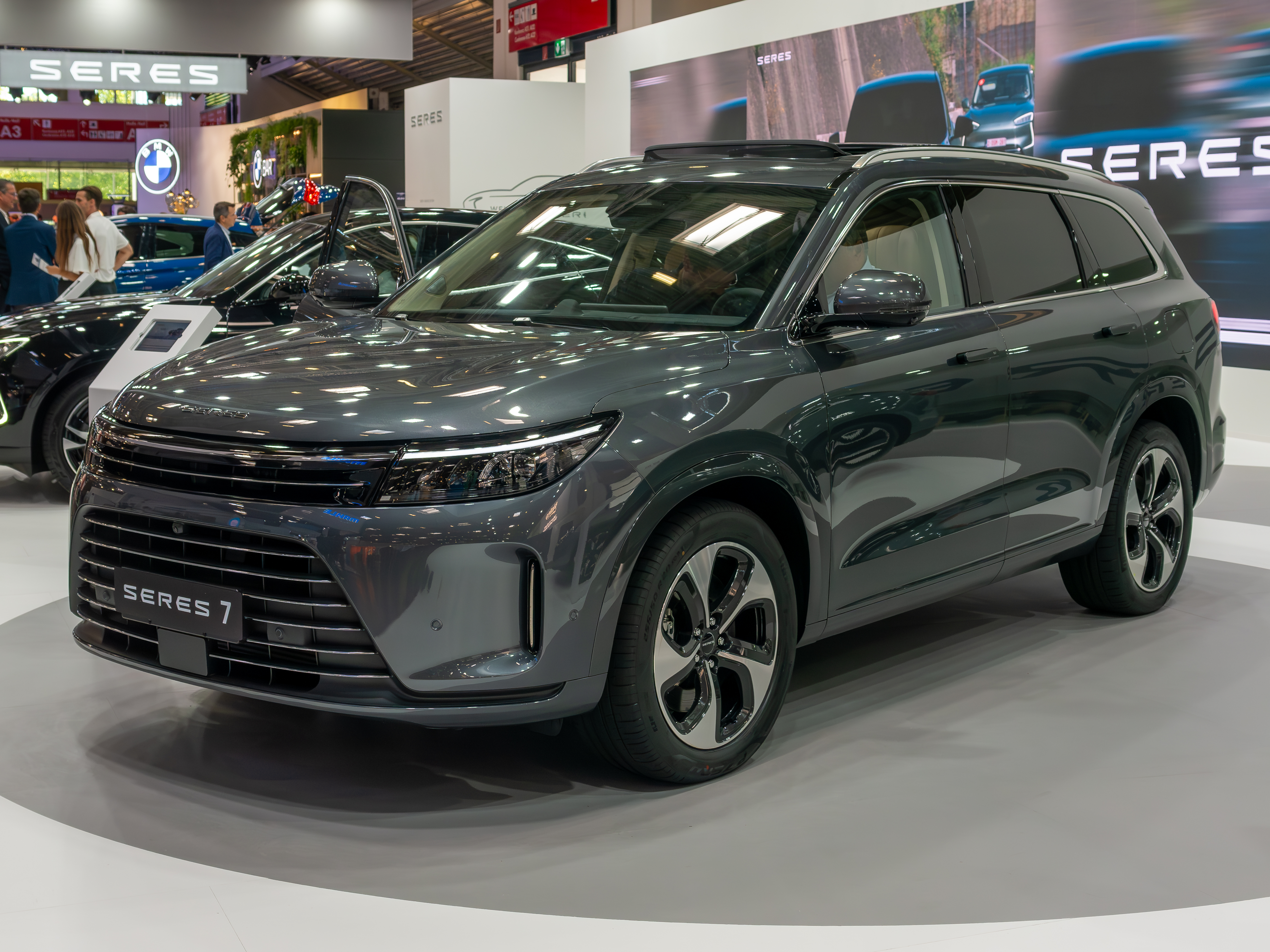
欧洲版赛力斯7